# Morros (kommun)
Morros är en kommun i Brasilien.   Den ligger i delstaten Maranhão, i den nordöstra delen av landet, 1 500 km norr om huvudstaden Brasília. Antalet invånare är 17 805.
Följande samhällen finns i Morros:
- Morros

Omgivningarna runt Morros är huvudsakligen savann. Runt Morros är det glesbefolkat, med 10 invånare per kvadratkilometer.